# Liselotte Pulver
Liselotte Pulver, detta Lilo (Berna, 11 ottobre 1929), è un'attrice svizzera.
Star del cinema tedesco degli anni cinquanta e sessanta, è stata interprete anche per il cinema hollywoodiano e ha svolto un'intensa attività televisiva. Impiegata talvolta in ruoli mascolini, specie in gioventù, è ricordata però essenzialmente per le numerose commedie che valorizzavano il suo solare sorriso.

## Biografia
Figlia dell'ingegnere Fritz Eugen Pulver e della moglie Germaine, dal 1945 frequentò la scuola commerciale. Diplomatasi nel 1948, lavorò come modella frequentando contestualmente corsi di recitazione al conservatorio di Berna, sua città natale. Dopo aver interpretato piccoli ruoli per lo Stadttheater Bern (il teatro cittadino), fu scritturata per il rinnovato Schauspielhaus Zürich, uno dei più prestigiosi teatri di lingua tedesca di Zurigo.

## Carriera
Il debutto nel cinema avvenne nel 1950, con la partecipazione a due film: Anime nella tormenta (Föhn nell'originale distribuito nella Germania Ovest) e Swiss Tour, co-produzione Svizzera-USA, a fianco di Simone Signoret.

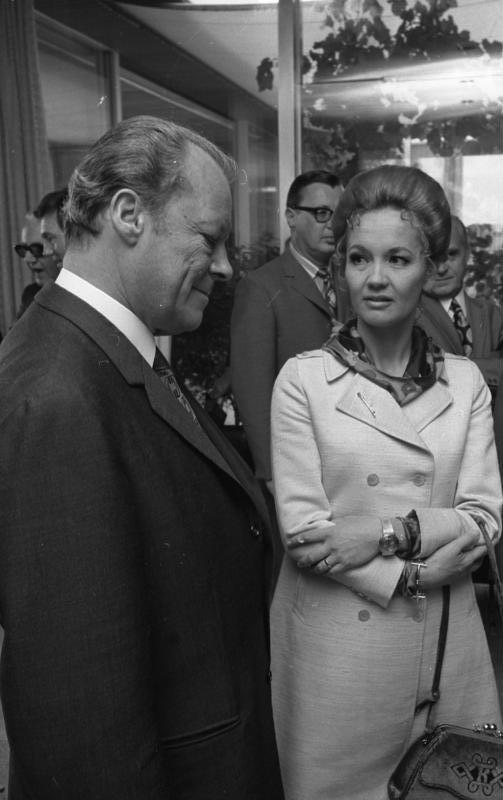
Liselotte Pulver nel 1971, fotografata assieme all'uomo politico Willy Brandt, all'epoca Cancelliere federale

Il ruolo con cui conobbe il successo nel cinema fu quello di Vreneli, co-protagonista in Uli, der Knecht (1954), tratto dal romanzo dell'autore svizzero Jeremias Gotthelf. Per il cinema statunitense lavorò nel dramma Tempo di vivere (1958), al fianco di John Gavin e tratto dal romanzo Tempo di vivere, tempo di morire di Erich Maria Remarque. In seguito fu diretta da Billy Wilder nella commedia Uno, due, tre! (1961), in cui fu memorabile nel ruolo della segretaria sexy di James Cagney.
Fra gli altri film da lei interpretati figurano Le armi e l'uomo (1958), presentato in concorso al Festival di Cannes 1959 e candidato all'Oscar al miglior film straniero, e Intrigo a Parigi (1964), a fianco di Jean Gabin. Alla fine degli anni cinquanta fu interprete anche del film tedesco sulla saga dei Buddenbrook.
Nel 1961 fece parte della giuria del Festival di Cannes, e nel 1964 venne candidata al Golden Globe per la migliore attrice non protagonista per il film commedia I guai di papà (1963), dove fu diretta da Jack Arnold ed ebbe come partner Bob Hope. Ottenne anche un riconoscimento dal cinema tedesco, il premio Bambi.
Dal 1978 al 1983 ha lavorato nella versione tedesca di Sesame Street. Fra i riconoscimenti ottenuti figura anche il premio onorario Bavarian Film Awards assegnatole nel 1999.

## Vita privata
Nel 1961 la Pulver sposò l'attore tedesco Helmut Schmid, conosciuto l'anno prima sul set di Gustav Adolfs Page. La coppia ha avuto due figli, Marc-Tell (nato nel 1962) e Melisande (nata nel 1967 e morta suicida nel 1989). Il marito è morto nel 1992 a causa di un infarto. Attualmente l'attrice vive a Perroy, nel Canton Vaud, sulle sponde del lago di Ginevra.

## Filmografia parziale
- Heidelberger Romanze, regia di Paul Verhoeven (1951)
- Klettermaxe, regia di Kurt Hoffmann (1952)
- Ich denke oft an Piroschka, regia di Kurt Hoffmann (1955)
- Heute heiratet mein Mann, regia di Kurt Hoffmann (1956)
- Le avventure di Arsenio Lupin (Les Aventures d'Arsène Lupin), regia di Jacques Becker (1957)
- Le confessioni del filibustiere Felix Krull (Bekenntnisse des Hochstaplers Felix Krull), regia di Kurt Hoffmann (1957)
- Appuntamento a Zurigo (Die Zürcher Verlobung), regia di Helmut Käutner (1957)
- Das Wirtshaus im Spessart, regia di Kurt Hoffmann (1958)
- Tempo di vivere (A Time to Love and a Time to Die), regia di Douglas Sirk (1958)
- La locanda nella foresta (Das Wirtshaus im Spessart), regia di Kurt Hoffman (1958)
- Le armi e l'uomo (Helden), di Franz Peter Wirth (1958)
- Buddenbrooks, regia di Alfred Weidenmann (1959)
- Gustav Adolfs Page, regia di Rolf Hansen (1960)
- Das Glas Wasser, regia di Helmut Käutner (1960)
- La ballata dei fantasmi (Das Spukschloß im Spessart), regia di Kurt Hoffmann (1960)
- Uno, due, tre! (One, Two, Three!), regia di Billy Wilder (1961)
- Le figlie di Kolhlhiesel (Kohlhiesels Töchter), regia di Axel von Ambesser (1962)
- I guai di papà (A Global Affair), regia di Jack Arnold (1964)
- Dr. med. Hiob Prätorius, regia di Kurt Hoffmann (1965)
- Suzanne Simonin, la religiosa (Suzanne Simonin, la religeuse de Diderot), regia di Jacques Rivette (1966)
- Hokuspokus oder: Wie lasse ich meinen Mann verschwinden...?, regia di Kurt Hoffmann (1966)
- Giorni pazzi a Spessart (Herrliche Zeiten im Spessart), regia di Kurt Hoffmann (1967)
- Die Hochzeitsreise, regia di Ralf Gregan (1969)
- Il commissario Köster (Der Alte) — serie TV, episodio 2x03 (1978)
- Le Tiroir secret — miniserie TV (1986)
- Al di qua del paradiso (Mit Leib und Seele) — serie TV, 8 episodi (1989)
- Das Superweib, regia di Sönke Wortmann (1995)
- René Deltgen — Der sanfte Rebell, regia di Michael Wenk (2004) - film documentario

## Doppiatrici italiane
- Rosetta Calavetta in Le avventure di Arsenio Lupin, La Fayette - Una spada per due bandiere
- Fiorella Betti in La ballata dei fantasmi[2], Uno, due, tre!
- Maria Pia Di Meo in Tempo di vivere
- Valeria Valeri in Suzanne Simonin la religiosa

## Autobiografie
- (con Corinne Pulver), Die Lachstory, Zurigo 1974, ISBN 3-85886-036-0
- ... wenn man trotzdem lacht. Tagebuch meines Lebens, Francoforte sul Meno e Berlino 1993, ISBN 3-548-22918-2
- Bleib doch noch ein bisschen, Monaco di Baviera 1996, ISBN 3-7844-2546-1 (poi ISBN 3-548-35771-7)
- Meine Wunder dauern etwas länger. Geschichten und Bilder aus meinem Leben, Monaco di Baviera 2000, ISBN 3-7844-2744-8
- Das Geheimnis meines Lachens, Monaco di Baviera 2004, ISBN 3-7844-2969-6